# Linda subannulicornis
Linda subannulicornis là một loài bọ cánh cứng trong họ Cerambycidae.